# Rechodes multituberculatus
Rechodes multituberculatus là một loài bọ cánh cứng trong họ Zopheridae. Loài này được Dajoz miêu tả khoa học năm 1994.